# Bud Rose
Harry E. Eisele, beter bekend als Bud Rose (Los Angeles, Californië, 7 mei 1914 - aldaar, 11 december 1991) was een Amerikaans autocoureur. In 1946 en 1950 schreef hij zich in voor de Indianapolis 500, maar beide keren wist hij zich niet te kwalificeren. De laatste race was ook onderdeel van het Formule 1-kampioenschap. Tussen 1946 en 1950 nam hij ook deel aan drie AAA Championship Car-races, maar hij kwam alleen in de niet-kampioenschapsronde op Arlington Downs Raceway, de MGM Sweepstakes, aan de finish als vijfde. Rose werkte verder ook als monteur.